# ماريا بابانوفا
ماريا إيفانوفنا بابانوفا (11 نوفمبر 1900-4 أبريل 1983) هي ألمع النجمات على مسارح موسكو خلال العشرينيات ووصفت بانها ابرز وأهم ممثلات ميرهولد، لقبت بفنانة الشعب في الاتحاد السوفيتي عام 1954 .
كان أول ظهور لها على المسرح في عام 1919 على مسرح ثيودور كوميساريفسكي، وفي العام التالي انضمت إلى دروس التمثيل التي ينظمها المسرحي فسيفولود ميرهولد، وصفت بانها ممثلة حيوية ومفعمة بالطاقة، أبهرت بابانوفا جمهور موسكو في عرض ميرهولد المسرحي The Magnanimous Cuckold (1922), حيث كان الممثلون الثلاثة الرئيسيون ايغور إليينسكي وماريا بابانوفا وفاسيلي زايجيكوف في انسجام واضح خلال التمثيل ما ادى إلى ان يعرفوا اختصاراً بـ (إل.با.زاي). وعرفت بابانوفا بانها أول اعظم ممثلة تظهر بعد ثورة اوكتوبر في روسيا.
نجاحات بابانوفا اثارت الغيرة لدى زوجة ميرهولد زينايدا رايخ ما اضطر بابانوفا إلى ترك فرقة ميرهولد فانتقلت بهذا الادوار النسائية الرئيسية إلى رايخ ولم تحصل بابانوفا على عمل يناسب قابلياتها.
وعلى الرغم من ان حياتها المهنية اللاحقة لم تكن مشرقة كما السابق الا انها تميزت في مسرح مايكوفسكي في ادائها لادوار الأطفال والمراهقين. تقاعدت ماريا بابانوفا عن العمل في عام 1975 .

## اعمالها السينمائية
- فيلمAlone في عام 1931 .
- فيلم فاسيلي غريازانوف الأكبر في عام 1924 .
- فيلم Serdtsa i dollary في عام 1924 .
- قامت باداء دور ملكة الثلج صوتياً في الفيلم الكرتوني ملكة الثلج 1957.

## روابط خارجية
- ماريا بابانوفا على موقع IMDb (الإنجليزية)
- ماريا بابانوفا على موقع ديسكوغز (الإنجليزية)
- ماريا بابانوفا على موقع قاعدة بيانات الفيلم (الإنجليزية)